# Джордж і Великий вибух
«Джо́рдж і Вели́кий ви́бух» — дитячий науково-фантастичний роман з елементами наукової популяризації, написаний Стівеном і Люсі Гокінг у 2011 році. Третя у серії пригод Джорджа, після Джордж і таємний ключ до Всесвіту та Джордж і скарби космосу.

## Про книгу
В українському перекладі Ганни Лелів книга вийшла у «Видавництві Старого Лева».

## Сюжет
Повернувшись до Великої Британії, Джордж та Енні намагаються знайти найкраще місце у Всесвіті для життя поросяти Фредді. Спочатку вони шукають у вигаданому університеті Фоксбрідж, де Ерік є професором. Опинившись там, вони потрапляють на збори групи противників ВАК, яка стверджує, що теорія всього протистоїть додаванню гравітації (TOERAG). Ерік використовує Космос, суперкомп'ютер, щоб відкрити портал і забирає Фредді в це невідоме місце.
Наступного дня Джордж починає навчання в місцевій середній школі, але повертається до університету, щоб знайти Еріка і запитати його, куди подівся Фредді. Джордж виявляє, що портал Космосу все ще відкритий, і вирушає на Місяць, щоб знайти Еріка. Перед самим відльотом їх фотографує китайський супутник. Однак, оскільки на Місяць нібито ніхто не ступав з 1972 року, це викликає обурення серед Ордену Науки.
Наставник Еріка, Зюзюбін, скликає збори Ордена науки в ЦЕРНі. Тим часом доктор Ріпер повертається і активує свій суперкомп'ютер Пукі, щоб зустрітися з Джорджем на Андромеді через свій електромеханічний аватар. Доктор Ріпер розповідає Джорджу, що він проник в TOERAG, групу противників ВАК. Він також зізнається, що був змушений створити квантово-механічну бомбу, яку не можна легко знешкодити, але, на щастя, є ймовірність, що вона вибухне, якщо активувати правильний перемикач. Доктор Ріпер не може передати повну інформацію про те, як деактивувати бомбу, але він повідомляє Джорджу, що в Ордені науки є зрадник, і що зустріч в ВАК насправді є змовою з метою знищення всіх вчених і ВАК за допомогою його бомби.
Тим часом, у Енні з'явився новий друг: Вінсент, володар чорного поясу з карате і син кінорежисера.